# Dècada del 440 aC

## Esdeveniments
- Segona guerra de Delfos
- La Llei de les Dotze Taules (desenvolupada pels Decemvir) queda promulgada. Redactades literalment en dotze tauletes d'ivori estan penjades al Forum Romanum perquè tots els romans les puguin llegir i conèixer.[1]
- Construcció del Partenó
- Fi dels decemvirs a Roma

## Personatges destacats
- Esdres
- Sòfocles
- Heròdot